# Lovenia cordiformis
Lovenia cordiformis är en sjöborreart som beskrevs av Alexander Emanuel Agassiz 1872. Lovenia cordiformis ingår i släktet Lovenia och familjen hjärtsjöborrar. Inga underarter finns listade i Catalogue of Life.